# بروكلي رومانسكي
البروكلي الرومانسكي ويعرف أيضًا باسم البروكلي الرومي أو الرماني، كما يسمى القرنبيط الرومانسكي (بالإيطالية: broccolo romanesco)‏ هو برعم زهري صالح للأكل. البروكلي الرومانسكي مستنبت نباتي من جنس براسيكا زيتية، لونه أخضر-أصفر.
أول تسجيل له كان في إيطاليا في القرن السادس عشر. أكثر ما يميز البروكلي الرومانسكي هو شكله الذي يحتوي على تكوينات تشبه تكوينات الهندسة الكسيرية بحيث يكون جزء من رأس زهرة الروكلي الرومانسكي شبيه برأس الزهرة ككل.
مقارنة بالقرنبيط التقليدي، فتركيبته أكثر قرمشا وطعمه جوزي ودقيق وليس قويا بقدر الآخر. 

## صور

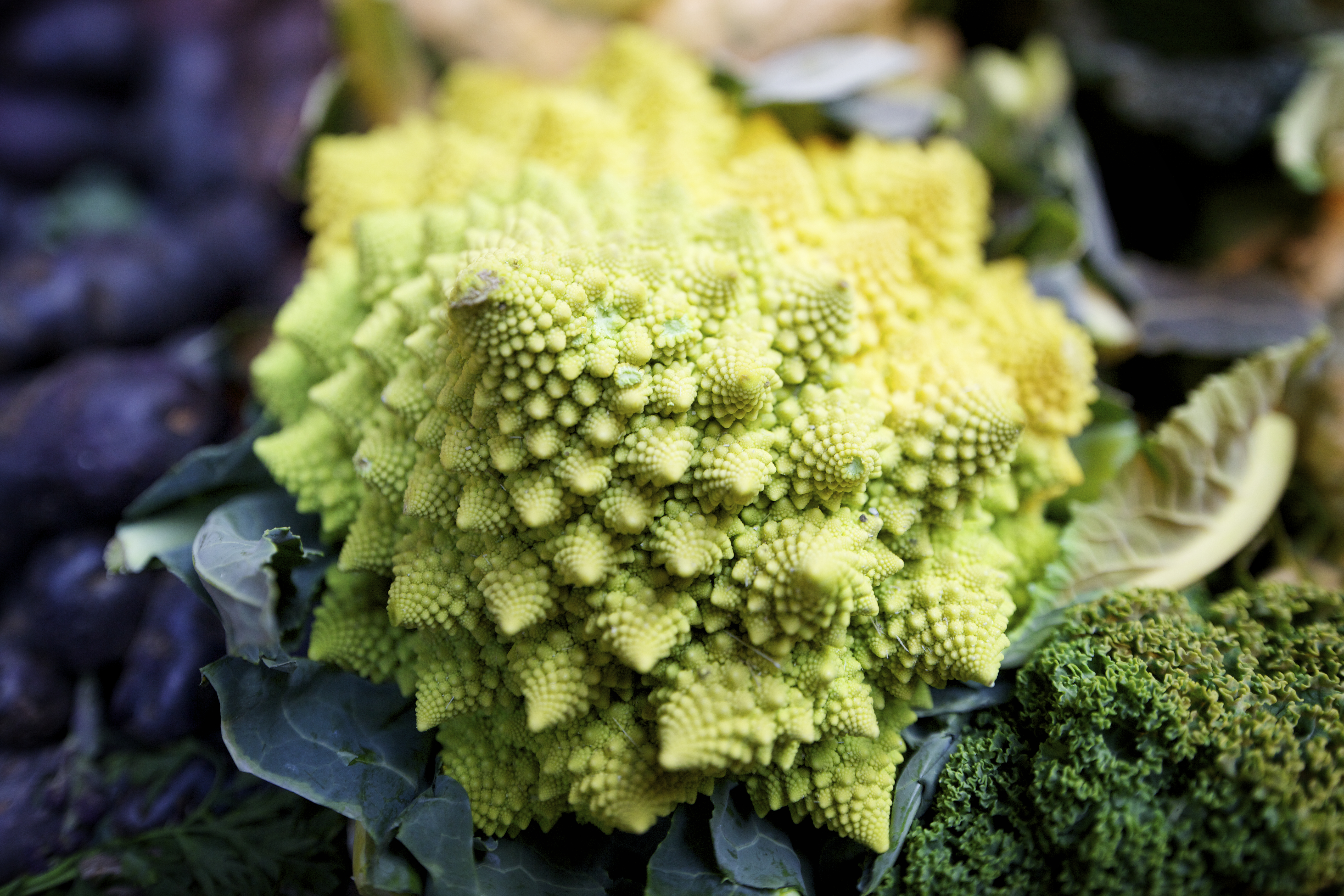
القرنبيط الرومانسكي يشابه القرنبيط التقليدي ولكن النوع الرومانسكي يتميز بشكل هندسي كسيري يبرز للعيان
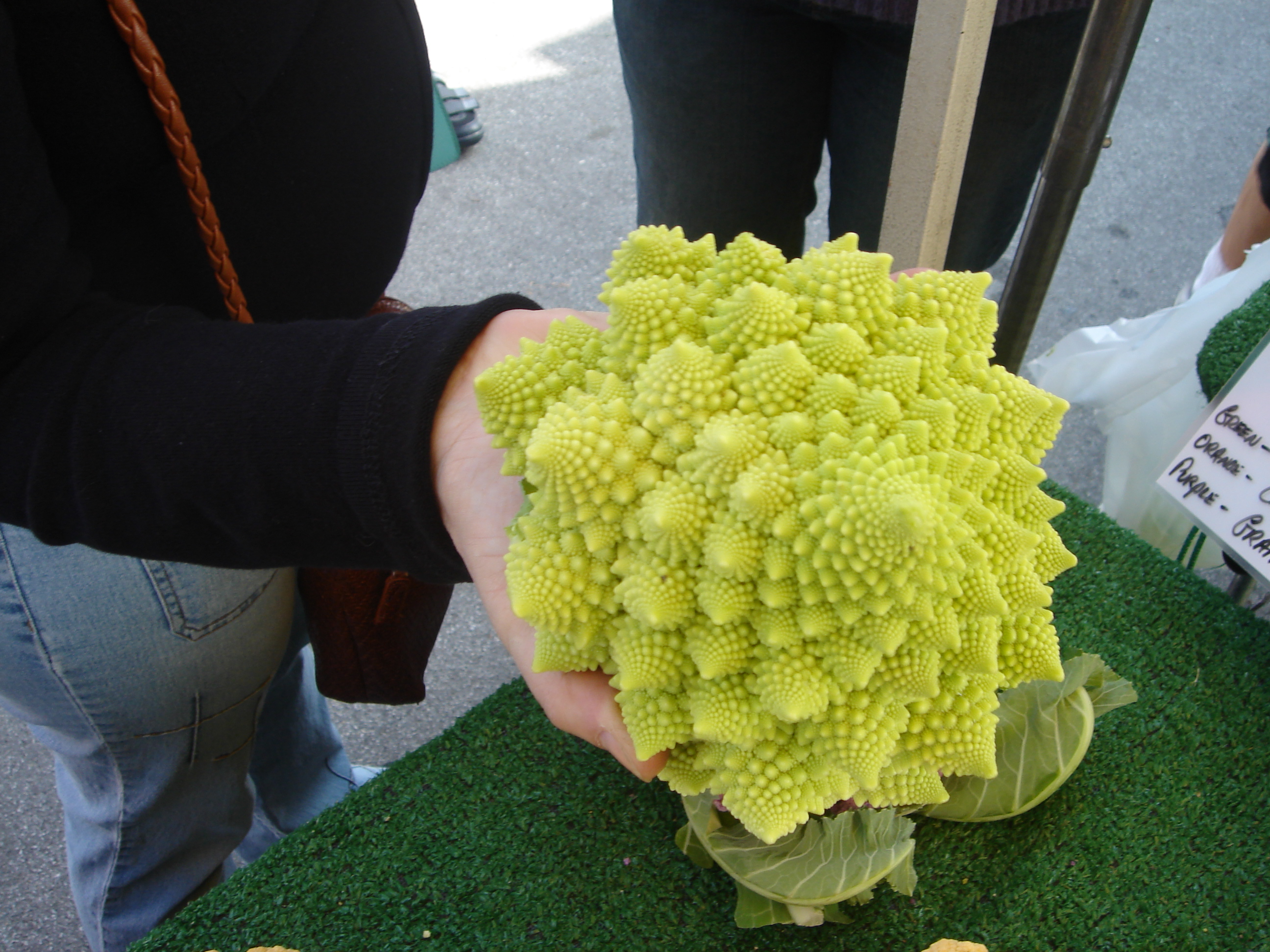
بروكلي رومانسكي